# 전주오송중학교
전주오송중학교(全州五松中學校)는 대한민국 전북특별자치도 전주시 덕진구 송천동2가에 있는 공립 중학교이다.

## 학교 연혁
- 2010년 5월 4일 : 전주오송중학교 30학급 설립 인가
- 2011년 3월 1일 : 전주오송중학교 개교
- 2020년 3월 2일 : 혁신 더하기 학교 지정 운영
- 2023년 3월 1일 : 제5대 이미자 교장 부임
- 2024년 1월 4일 : 제11회 졸업(10학급 273명 졸업)
- 2024년 3월 4일 : 제14회 입학(9학급 254명 입학)

## 참고 자료
- 전주오송중학교 - 한국교육학술정보원 학교알리미